# دفاع اليخين
دفاع اليخين احد افتتاحيات الشطرنج ويبدأ بنقلة
1. e4 Nf6
اللاعب الاسود يغري بيادق اللاعب الابيض بالتقدم إلى الامام وتجميع بيادق الابيض بوسط الرقعة، مع خطط للتقويض والهجوم على هيكل البيادق في وقت لاحق من الدورالابيض يدفع البيادق إلى الوسط مثل بيدق الـ c4, d4, e5 و f4 الاستاذ الكبير نك دي فيرميان يلاحظ في دفاع اليخين «اللعبة تفقد على الفور أي شعور بالتناظر أو التوازن، مما يجعل الافتتاح خيارا جيدا للاعبين الذين يلعبون اللعب الهجومي»
موسوعة افتتاحيات الشطرنج تملك اربع رموز لدفاع اليخين، من B02 إلى B05
- B02: 1.e4 Nf6
- B03: 1.e4 Nf6 2.e5 Nd5 3.d4 (including the Exchange Variation and Four Pawns Attack)
- B04: 1.e4 Nf6 2.e5 Nd5 3.d4 d6 4.Nf3 (Modern Variation without 4...Bg4)
- B05: 1.e4 Nf6 2.e5 Nd5 3.d4 d6 4.Nf3 Bg4 (Modern Variation with 4...Bg4)

## تاريخ
الافتتاح سمّي بعد الكسندر اليخين، حين عرضه في عام 1921 في مسابقة بودابست في الادوار ضد ايندري شتاينر وفريدريك ساميش

## الاستخدام
شعبية دفاع اليخين تتزايد وتتضائل وليس شائع حاليا. يلاحظ دي فيرمان «قد تتغير الاحوال إذا استخدم بطل شطرنج هذا الافتتاح كما كانت النتائج التي يحصل عليها الاسود جيدة.» واعلى مؤيد لهذا الافتتاح هو الاستاذ الكبير فاسيلي ايفانتشوك وكتب دي فيرميان:
حاليا الاساتذة الكبار شابالوف وميناسيان يستخدمون الافتتاح بأنتظام، بينما ليفون أرونيان، أدامز وناكامورا يستخدمونه في بعض الاحيان. في الماضي، العظماء امثال بوبي فيشر وفيكتور كورتشنوي أصبح هذا الدفاع من ذخيرتهم مما اعطى الدفاع هذي السمعة الجيدة

## اقرأ أيضا
- Bogdanov, Valentin (2009). Play the Alekhine. Gambit Publications. ISBN:978-1-906454-15-9.
- غراهام بورغس (1992). The Complete Alekhine. هاربر كولنز. ISBN:0-8050-2425-5.
- نايجل ديفيز (كاتبة) (2001). Alekhine's Defence. Everyman Chess. ISBN:1-85744-253-9.
- Lakdawala, Cyrus (2014). The Alekhine Defence, move by move. Everyman Chess. ISBN:978-1-78194-166-9.
- Taylor, Timothy (2010). Alekhine Alert!. Everyman Chess. ISBN:978-1-85744-623-4.